# ヘリコプターのローター

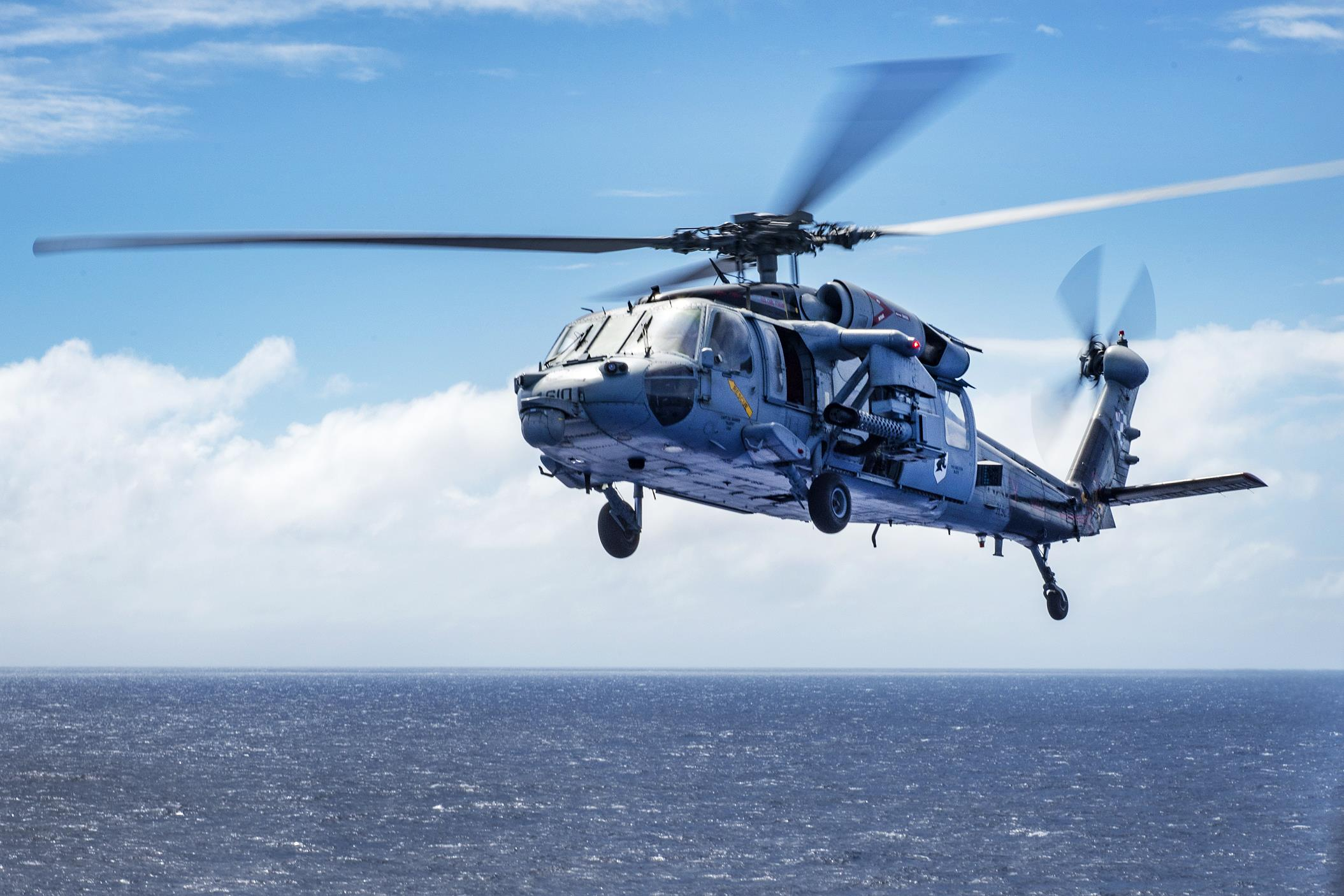
MH-60Rシーホーク

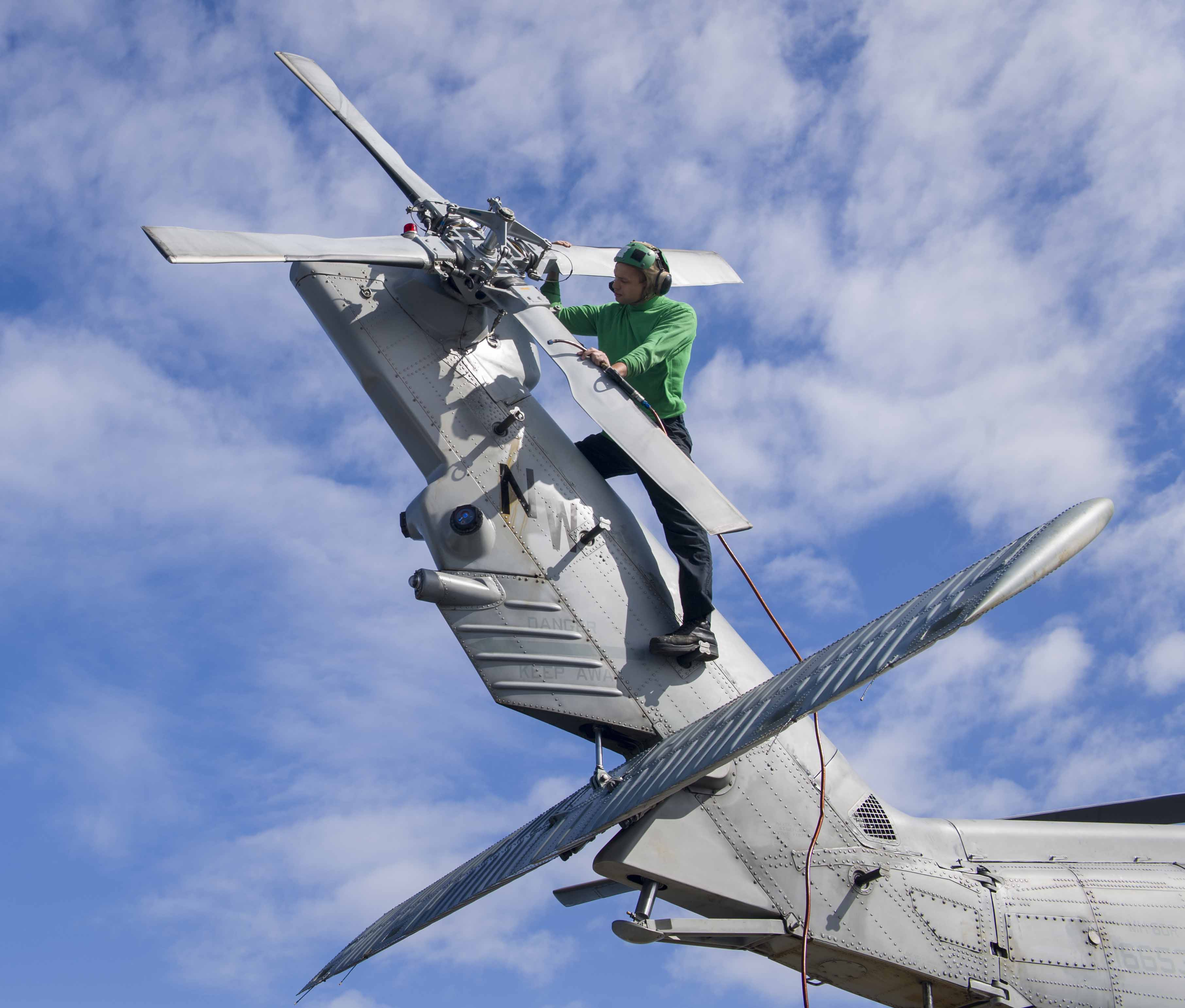
MH-60Rシーホークのテールローター

ヘリコプターのメイン・ローター（英: main rotor）またはローター系統（ローターけいとう、英: rotor system）は、数枚の回転する翼（ローター・ブレード）に操縦系統を組み合わせ、ヘリコプターの重量を支える揚力と空気抵抗に打ち勝って前方に進む推力を生み出す。メイン・ローターは、ヘリコプターから垂直に伸びたマストに取り付けられる。一方、テール・ローターは、テール・ブームに配置され、ドライブシャフトおよびギアボックスを介して駆動される。ブレード・ピッチの制御は、ヘリコプターの操縦装置に接続されているスワッシュ・プレートによって行われるのが一般的である。ヘリコプターは回転翼機の1つの形態であり、その名前は「らせん」を意味する「ヘリコ」と「翼」を意味する「プタロン」というギリシャ語に由来している。

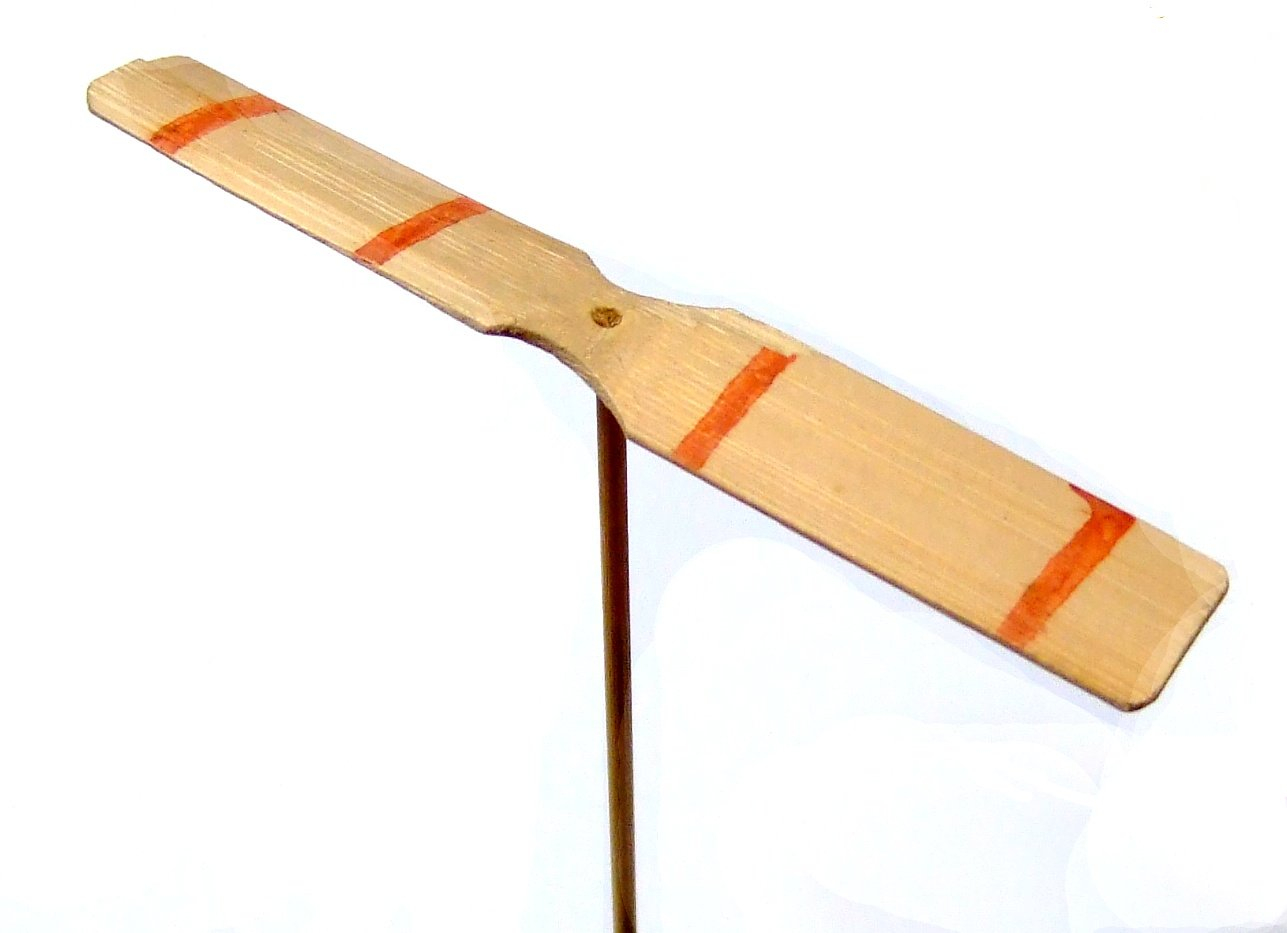
ローターに棒が付けられた、日本の竹とんぼ

## 歴史
ローターによる垂直飛行を初めて実現したのは、紀元前400年頃に古代中国で作られた竹とんぼであった。竹とんぼは、ローターに棒が取り付けられたものであり、手で棒を回すことにより揚力が生じ、手を離すと離陸する。哲学者である葛洪が317年頃に書き上げた『抱朴子』には、航空機のローターを想起させるような記述がある。「ナツメの木の内側部分を使って飛車を作った者がいる。牛革の紐を引くことで、翼が回るようになっている」。レオナルド・ダ・ヴィンチは、スクリューポンプのようなローターを持つ「空気スクリュー（Aerial Screw）」と呼ばれる飛行機を設計した。ロシアの博学者であるミハイル・ロモソーノフは、この中国のおもちゃを元にローターを開発した。また、フランスの博物学者であるクリスチャン・デ・ロノワは、七面鳥の羽毛を使ったローターのおもちゃを製造した。ジョージ・ケイリーは、その中国のおもちゃから発想を得て、錫製のローターを持つ複数の垂直離陸機を作った。アルフォンス・ペノーは、1870年に、同軸回転ローター式のゴム動力の模型ヘリを製造した。その模型を父親から与えられたライト兄弟は、飛行機への夢を追いかけるようになった。
20世紀に動力ヘリコプターが開発されるまでの間、オートジャイロの発明者であるフアン・デ・ラ・シエルバは、ローターについて数多くの基礎的な研究および開発を行い、複数のブレードを有する全関節型ローターの開発に成功した。数多くの派生型が生み出されたこのローター型式は、その後のヘリコプターにおける基準となった。
初めて成功したシングル・ローター・ヘリコプターは、4枚ブレードのメイン・ローターを用いていた。このヘリコプターを設計したのは、ソビエトの航空工学者であり、1930年代の前半にモスクワ近郊のTsAGI（ツアギ）航空工学研究所で勤務していたボリス・N・ユーリエフ（Boris N. Yuriev）とアレクセイ・M・チェレムケン（Alexei M. Cheremukhin）であった。2人が製作したTsAGI 1-EAヘリコプターは、1931年から32年にかけて低高度試験を行い、1932年8月中旬には、チェレムケンの操縦により高度605メートル（約1,985フィート）まで上昇することに成功した。
1930年代には、アーサー・M・ヤングがスタビライザー・バーを用いることにより、2枚ブレードのローターの安定性を改善することに成功した。この方式は、その後、ベル・ヘリコプター社およびヒラー・ヘリコプター社の複数の機体に採用されることとなった。また、翼形を持つパドルをフライバーの先端に取り付けたヒラー方式のローターは、1970年代から21世紀の初頭頃まで、ラジコン・ヘリで多く利用された。
1940年代の後半にヘリコプター用ローター・ブレードの製造に着目したのは、数値制御（NC）の先駆者となったジョン・T・パーソンズであった。数値制御（NC）およびコンピュータ数値制御（CNC）は、後に重要な新技術へと発展し、機械加工産業に重大な影響を及ぼすこととなった。

## 設計

### 概要
ヘリコプターのローターは、トランスミッションや回転マストを介して、エンジンにより駆動される。マストとは、トランスミッションから上方に伸び、それによって駆動される円筒形の金属製シャフトである。マストの上端には、ローター・ブレードを保持するためのハブと呼ばれる部品が取り付けられる。そのうえで、ローター・ブレードがハブに取り付けられるが、ハブ自体の抗力はブレードのそれの10～20倍に達する。メイン・ローター系統は、メイン・ローター・ブレードとメイン・ローター・ハブがどのように結合されているか、およびそれらがお互いにどのように運動するかによって分類される。基本的には、無関節型、半関節（シーソー）型、全関節型の3つに分類されるが、近年では、これらの分類が組み合わせて用いられることも多い。回転体であるローターには、精密な重量バランスが求められる。すべての速度領域において振動が過大とならないようにするためには、微妙な調整が必要となる。ローターは、ある一定の回転速度で運用されるように設計されている（その速度は、数パーセントの範囲に維持される）。ただし、一部の実験機においては、可変速度ローターも用いられる。
ターボファン・ジェット・エンジンに用いられるファンとは異なり、大量の空気を加速しなければならないヘリコプターのメイン・ローターは、大きな直径を有している。このため、ダウンウォッシュが比較的低速であっても、必要な推力を得ることができる。少量の空気の速度を大きく増加するよりも、大量の空気の速度を僅かに増加する方が効率が良い。このため、ディスク・ローディング（単位面積当たりの推力）が小さいほど、エネルギー効率が向上し、燃料消費量が少なくなって、航続距離が長くなる。一般的なヘリコプターのホバリング効率（性能指数）は、約60％である。なお、ローター・ブレードの内側3分の1の領域は、空気との相対速度が遅いため、ほとんど揚力を発生していない。

### 構成部品およびその機能

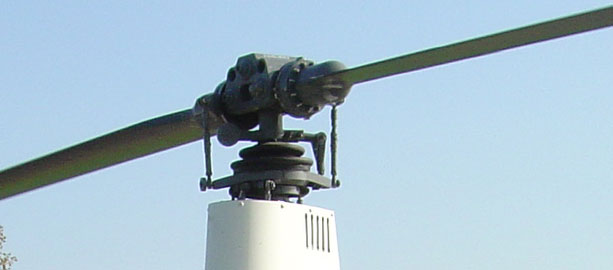
ロビンソンR22のローター

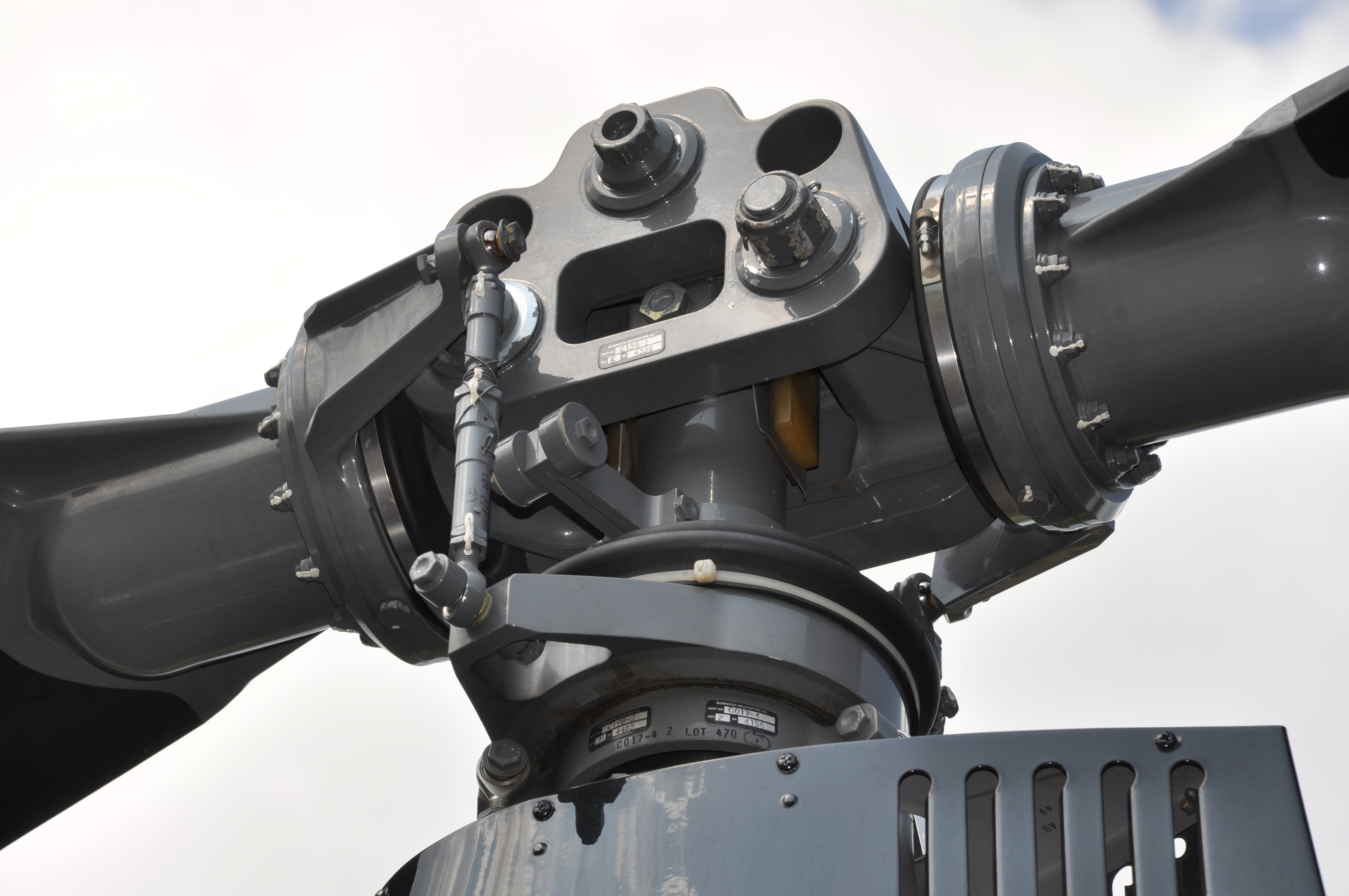
ロビンソン R44 のローター・ヘッド

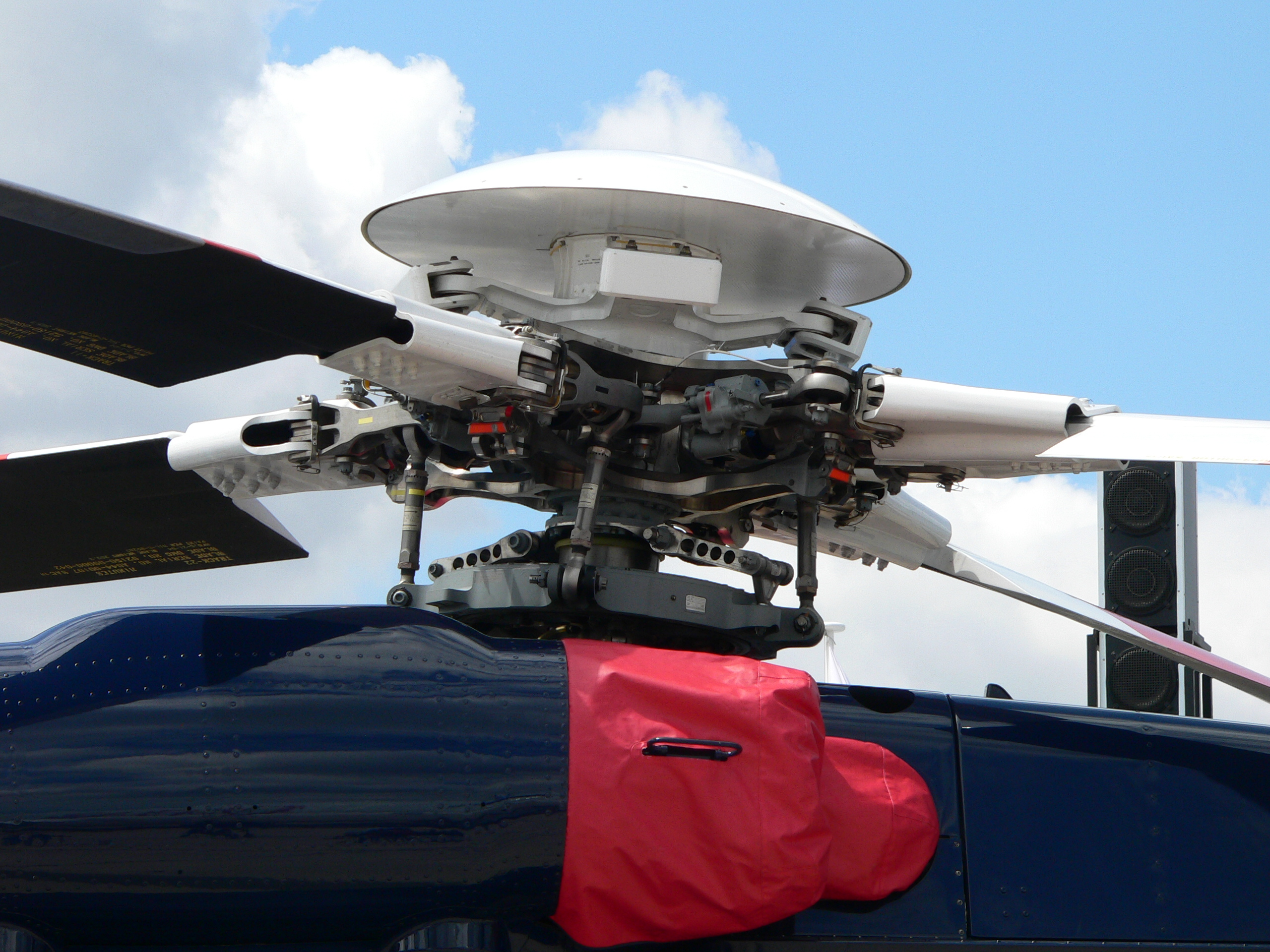
シコルスキーS-92のローター・ヘッド

ロビンソン R22のローターは、次の部品で構成されている。（上部から） 
- ピッチ・ヒンジ：ブレードをその翼根と翼端を結んだ軸を中心として回転させる。

- シーソー・ヒンジ：一方のブレードが持ち上がると、他方のブレードが下がる。この運動は、ローターが風を受けたり、サイクリック・コントロールが操作されたりした場合、常に生じる。
- シザース・リンクおよびカウンターウエイト：メイン・シャフトの回転力を上部スワッシュ・プレートに伝達する。
- ラバー・カバー：可動および非可動シャフトを保護する。
- スワッシュ・プレート：サイクリックおよびコレクティブ・ピッチの操作をブレードに伝達する。ピッチ角の設定に必要な情報は、3本の非回転コントロール・ロッドにより、下部スワッシュ・プレートに伝達される
- メイン・マスト：メイン・ギアボックスに接続されている。

### スワッシュ・プレート
ローターが回転すると、メイン・ローター・ブレードのピッチ角は周期的に変化する。この変化を制御することにより、ローター・ディスクの最大推力が発生する部分を移動させ、ローター推力の方向を変えることができる。コレクティブ・ピッチは、ローター・ディスク全体の推力を同時に増減する。これらのピッチ角の変更は、操縦系統を介して、スワッシュ・プレートを傾けたり、上下に動かしたりすることにより行われる。多くのヘリコプターは、ローター速度（RPM）を一定に維持したまま、ブレードの迎え角だけを変更することにより推力を調節する。
スワッシュ・プレートは、同軸上で回転する2枚のディスクまたはプレートで構成されている。そのうち1枚のプレートはアイドル・リンクでマストに結合されてマストと共に回転する。もう一方のプレートは回転しない。回転プレートは、ピッチ・リンクおよびピッチ・ホーンで各ブレードに結合されている。非回転プレートは、パイロットの操縦（コレクティブおよびサイクリック）により操作されるリンクに結合されている。スワッシュ・プレートは、上下に動いたり、前後左右に傾いたりできるようになっており、その動きや傾きにより、操縦系統の操作を非回転プレートから回転プレートに伝達し、各ブレードのピッチを制御する。 

### 全関節型

全関節型のメイン・ローター・ヘッド

全関節型ローターは、フアン・デ・ラ・シエルバがオートジャイロ用に開発したものであったが、その設計の基礎は、ヘリコプターの開発に貢献することとなった。全関節型ローターの各ローター・ブレードは、ヒンジを介してローター・ハブに取り付けられ、各々独立して運動できるようになっている。このローター形式には、通常、3枚以上のブレードが装備される。各ブレードは、それぞれ独立して、フラッピング、フェザリングおよびドラッギングを行うことができる。フラッピング・ヒンジと呼ばれる水平ヒンジは、ブレードが上下方向に運動することを可能にしている。この運動は、フラッピングと呼ばれ、揚力の不均衡を打ち消すために必要なものである。ローター・ハブからフラッピング・ヒンジまでの距離は機種によって様々であり、複数のヒンジが設けられる場合もある。ドラッギング・ヒンジまたはリード・ラグ・ヒンジと呼ばれる垂直ヒンジは、ブレードが前後に運動することを可能にしている。この運動は、ドラッギング、リード・ラグまたはハンチングを呼ばれる。ドラッギング・ヒンジを軸とした前後方向の運動を制限するため、ダンパーが装備される場合が多い。ドラッギング・ヒンジおよびダンパーは、コリオリ効果によって生じるブレードの加速および減速を補正する。近年のヘリコプターにおいては、従来型のベアリングに代わって、エラストメリック・ベアリングが使用されることが多い。エラストメリック・ベアリングは、損傷した場合でも安全性が高く、摩耗が急激に進行せず、かつ目視による点検が容易である。また、従来型のベアリングと異なり、金属同士の接触がないため、潤滑が不要である。フェザリング・ヒンジと呼ばれる全関節型の3番目のヒンジは、フェザリング軸まわりの運動を可能にする。このヒンジは、コレクティブまたはサイクリックへのパイロットの入力に応じて、ローター・ブレードのピッチ角を変更する。
全関節型の派生型として、「ソフト・イン・プレーン」型がある。OH-58Dカイオワ・ウォーリアなどのベル・ヘリコプター社製の機体に使われているこの形式は、各ブレードが独立してドラッギング可能であり、かつ、その動きが抑制されている点で全関節型に類似している。全関節型との相違点は、複合材料製のヨークが用いられていることである。ヨークは、マストに結合され、シア・ベアリングを介してブレード・グリップに結合されており、一方のブレードの運動を別のブレード（通常は反対側のブレード）に伝達する。この形式を用いることにより、全関節型とほぼ同等の飛行特性を維持しつつ、整備時間や経費を節減できる。

#### 航空機
- アグスタウェストランドAW109
- ヒューズTH-55オセージ
- MDヘリコプターズMD 500
- シコルスキーS-300

### 無関節型
無関節型（リジッド・ローター）という用語は、通常、ブレードが柔軟性を有した状態でハブに取り付けられたヒンジレス・ローターに対して用いられる。無関節型は、ロッキード社のアーブ・カルバーらによって初めて開発され、1960年代から1970年代にかけて、数種類のヘリコプターで開発試験が行われた。無関節型ローターのフラッピングおよびドラッギングは、各ブレードの根元部にある柔軟な部分で行われる。無関節型は、全関節型よりも構造を単純にできる。フラッピングやドラッギングによる荷重は、ヒンジではなく、ローター・ブレードのたわみによって吸収される。また、ヒンジがないことによって、ハブ・モーメントによって生じる操舵反応の遅れを小さくすることができる。このため、半関節型（シーソー型）ローターで問題となるマスト・バンピングの発生を回避することができる。

#### 航空機
- ベルコウBo 105
- ユーロコプターEC 135
- HALドゥルーブ/HALルドラ
- HAL軽戦闘ヘリコプター
- シコルスキーS-97レイダー
- ウェストランド リンクス

### 半関節型

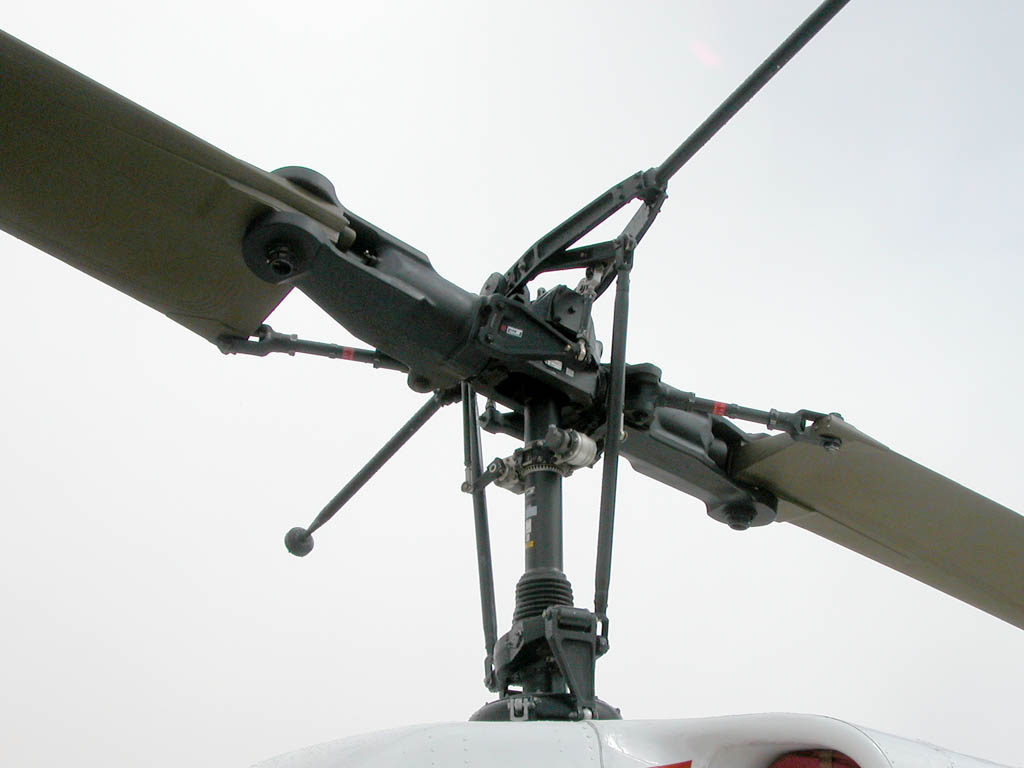
半関節型ローター・システム

半関節型ローターは、シーソー・ローターとも呼ばれる。この形式においては、通常、2枚のブレードが各ブレード共通のフラッピング・ヒンジ（シーソー・ヒンジ）のすぐ下方で結合されている。このため、各ブレードは、シーソーのように同時に反対方向にフラッピングすることとなる。ブレードをシーソー・ヒンジの下にぶら下げるように取り付け、適切なコーニング角を持たせることにより、各ブレードの重心位置が描く軌跡のローター回転軸から変位量を最小限に抑え、コリオリ効果が生じさせる抗力の荷重によるブレードへの負荷を小さくできる。上下の揺動を抑制するため、フラッピング・ヒンジを追加して、柔軟性を持たせる場合もある。ピッチ角の変更は、ブレードの根元にあるフェザリング・ヒンジによって行われる。

#### フライバー（スタビライザー・バー）
スタビライザー・バーまたはフライバーを用いることにより安定性が向上することは、アメリカのアーサー・M・ヤングやドイツのラジコン製作者ディータル・シュルーターなどの多くの設計者たちによって発見された。フライバーの両端には、重りまたはパドル（小型のヘリコプターにおいては、さらに安定性を増加させるため、その双方）が取り付けられ、回転面の安定を維持するようになっている。安定した回転を続けようとするバーの力を、機械的リンケージを介してスワッシュ・プレートに伝えることにより、ローターに加わる外部からの力（風）だけではなく、内部からの力（操舵）も打ち消すことができる。このため、パイロットの機体制御が容易になる。スタンリー・ヒラーは、短くて幅の広い翼（パドル）を両端に取り付けることにより、同じように安定性を増大できることを発見した。ヒラーの「ローターマチック」は、パドルによってローターに加わる外力の影響を吸収するとともに、一種のコントロール・ローターとしてサイクリック・コントロールへの入力をメイン・ローターに伝えることにより、安定性を増大させている。 
ロッキード社のローター系統においては、ベル社のスタビライザー・バーと同じような原理に基づくコントロール・ジャイロを用いることにより、ヒンジレス・ローターの安定性とコントロール・レスポンスの向上が図られている。 
フライ・バイ・ワイヤ方式のヘリコプターやラジコン機には、スタビライザーの代わりに、ジャイロ・センサーやベンチュリ・センサーを備えたマイクロコントローラを装備しているものがある。この「フライバー・レス」方式は、改修が容易で部品点数が少ないという利点を有している。 

#### 航空機
- ベル47
- ベル206 / OH-58
- ベルUH-1イロコイ
- ロビンソンR22
- ロビンソンR44
- ロビンソンR66

### 各形式を組み合わせたもの
近年のローターには、以上述べたローター形式が組み合わせて用いられる場合がある。その中の1つに、ローター・ハブにフレキシブル・ハブを組み込むことにより、ベアリングやヒンジを用いずにブレードが運動できるようにしたものがある。「フレクチャーズ」と呼ばれるこの形式のハブには、通常、複合材料が使用される。他にも、通常のローラー・ベアリングに代えて、エラストメリック・ベアリングを用いるものがある。ゴム状の材料で作られているエラストメリック・ベアリングは、過剰な運動を抑制できることから、ヘリコプター用のベアリングに適している。フレクチャーズおよびエラストメリック・ベアリングは、給油を要しないため、整備所要を少なくすることができる。また、振動を吸収するため、疲労が少なく、部品の寿命を長くすることができる。

#### 航空機
- ベル407
- ベル430
- ユーロコプターAS350

## ローター形式
単一のメイン・ローターを装備する一般的なヘリコプターは、そのトルクを打ち消すためにバリアブル・ピッチ・アンチトルク・ローターまたはテール・ローターを装備している。イゴール・シコルスキーがVS-300に用いるために考案したこの方式は、その後のヘリコプターにおいても、改善を加えられながら広く用いられている。ほとんどのヘリコプターのメイン・ローターは、上方から見て反時計方向に回転しているが、フランスおよびロシア製のヘリコプターでは時計方向に回転する。 

### シングル・ローター

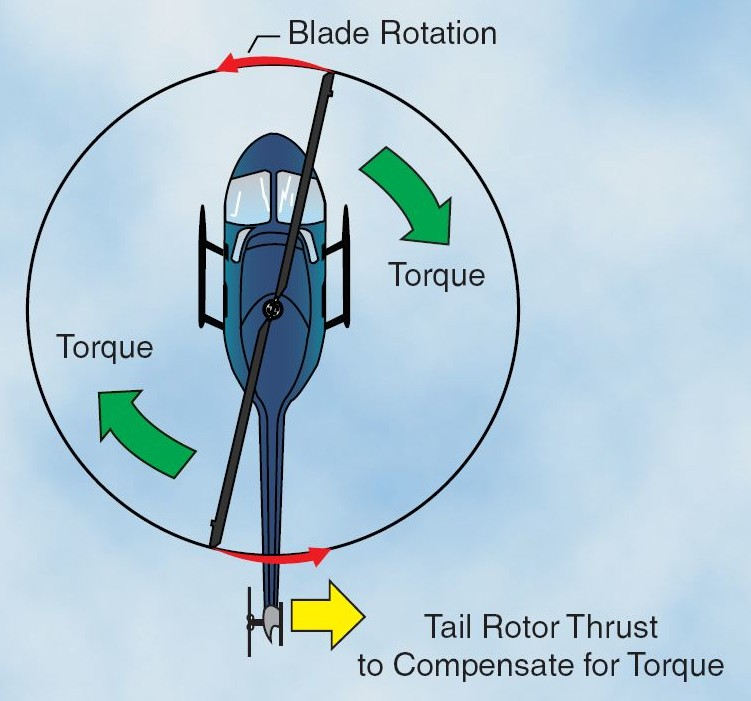
ヘリコプターのトルク効果

シングル・ローター・ヘリコプターにおいては、エンジンがローターを回転させることにより生じるトルク効果によって、胴体がローターと反対方向に回転しようとする。その影響を排除するためには、何らかの手段でトルクを打ち消し、ヘディング（機首方位）の維持およびヨーの制御を行う必要がある。今日、このために一般的に用いられている方式には、テール・ローター、ユーロコプター社のフェネストロン（ファンテールと呼ばれる場合もある）およびMDヘリコプターズ社のノーターの3つがある。 

#### テール・ローター

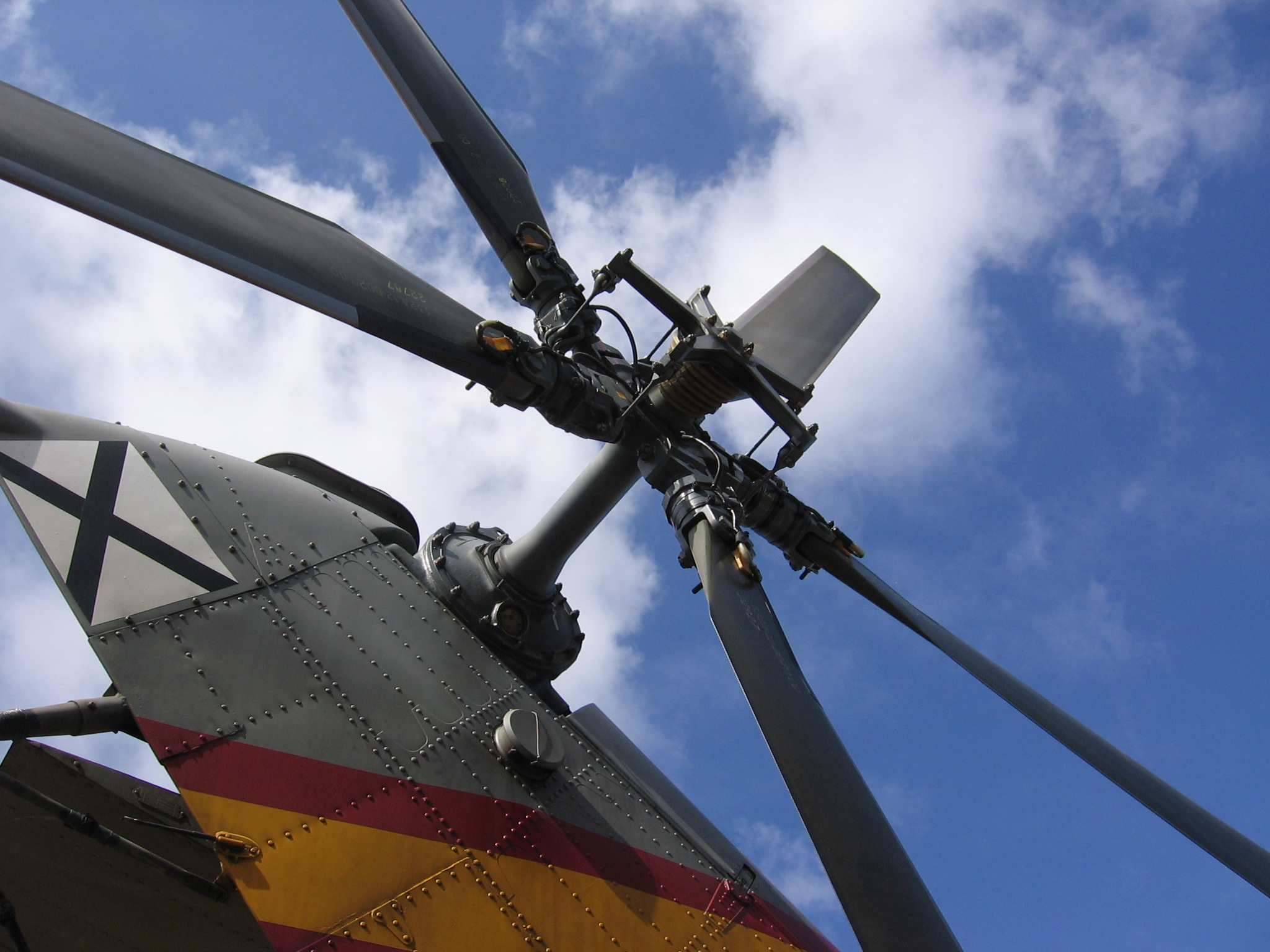
SA330 ピューマのテール・ローター

テール・ローターとは、シングル・ローター式ヘリコプターの尾部に、垂直またはほぼ垂直に回転するように取り付けられた小型の回転翼である。テール・ローターは、重心から離れた場所に横方向に取り付けられることにより、メイン・ローターの回転と反対方向の推力を発生し、そのトルク効果を打ち消すことができる。テール・ローターは、コレクティブ・ピッチを制御して、推力を変化させるだけで良いため、メイン・ローターよりも構造を単純にできる。パイロットは、ラダー・ペダルを操作するによりテール・ローター・ブレードのピッチ角を調節し、垂直軸を中心に機体を回転させて方向を制御したり、変更したりすることができる。 

#### ダクテッド・ファン

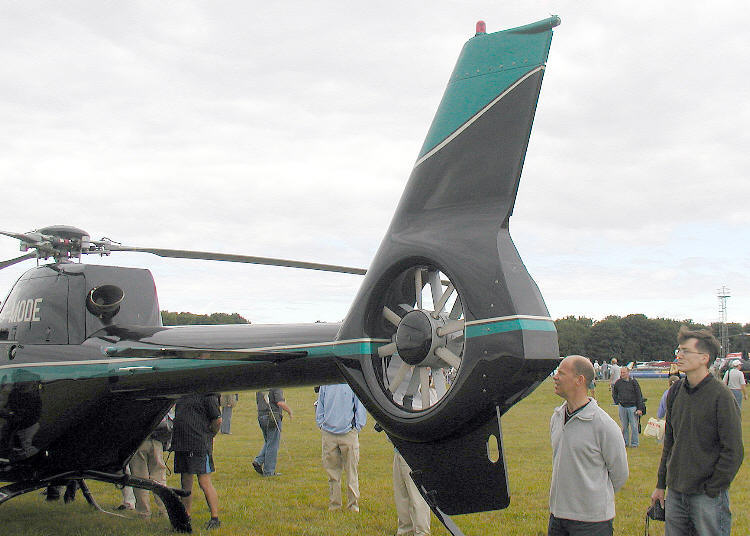
EC120B のフェネストロン

ダクテッド・ファンの登録商標であるフェネストロンおよびファンテールは、テール・ローターの代わりにテール・ブームの後端に取り付けられる。ダクテッド・ファンには、8から18枚のブレードが、騒音の周波数を分散するため不等間隔で配置されている。ダクテッド・ファンは、機体の外板と一体となったハウジングに収められ、高速で回転させることが可能なため、通常のテール・ローターよりも直径を小さくすることができる。 
フェネストロンは、1960年代の後半にシュド・アビアシオン社のSA340の試作2号機に初めて採用された。その後、アエロスパシアル社のSA341ガゼルで量産機に装備されるようになった。ユーロコプター社およびその前身の会社以外では、中止された軍用ヘリコプタープロジェクトであるアメリカ陸軍のRAH-66コマンチが、ファンテールというダクテッド・ファン形式のテール・ローターを採用していた。 

#### ノーター

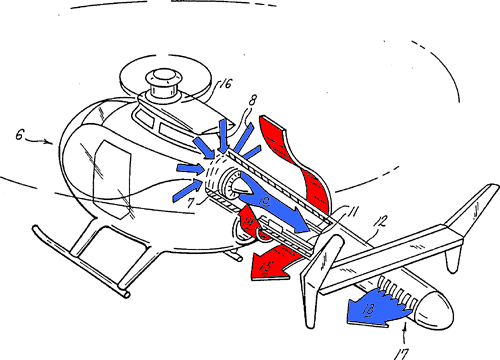
ノーターにおける空気の流れ

ノー・テール・ローター（NO TAil Rotor）の頭字語であるノーター（NOTAR）は、テール・ローターを用いない反トルク方式である。コアンダ効果を利用して翼と同じように反トルク推力を発生させるというこの理論自体は単純であったが、それを実現するためには長い期間を要した。まず、テール・ブーム直前の後部胴体内に収納した可変ピッチのファンを、メイン・ローター・トランスミッションで駆動する。次に、ファンが発生した低圧空気をテール・ブームの右側に設けられた2つのスロットから噴出することにより、メイン・ローターのダウンウォッシュがテールブームに沿って流れるようにして揚力を発生させ、ローターウォッシュの空気流量に比例した反トルク力を生じさせて、（上方から見て）反時計方向に回転するメイン・ローターの時計方向のトルクを打ち消す。また、テール・ブーム後端の可動部分を有しない尾翼（垂直尾翼を含む）により反トルク力を補うとともに、ダイレクト・ジェットにより方向の制御を行う。 
ノーターの歴史は、ヒューズ・ヘリコプターズ社が概念開発を開始した1975年までさかのぼる。1981年12月、ノーターを装備したOH-6Aが初めて飛行した。1986年3月には、改良を加えた試作機が初飛行し、高いレベルの飛行試験プログラムを完了して、将来のヘリコプター設計への応用に道筋をつけた。現在、ノーター方式を用いた機体は、3機種が生産されているが、そのすべてがMDヘリコプターズ社によるものである。この反トルク方式は、テール・ローターに人員が接触する危険がないため、安全性も高い。
この方式の前身は、1940年代後半のイギリスのシェルバW.9にもみられる。この機体は、ピストン・エンジンのクーリング・ファンで空気を送り込み、テール・ブームに設けられたノズルから噴出させることによって、ローターのトルクを打ち消していた。

#### チップ・ジェット
メイン・ローターを駆動する方式の1つとして、チップ・ジェットがある。この方式には、コンプレッサーにより供給される高圧空気によって駆動するもの（ホットサイクル式）や、高圧空気に燃料を混合してラムジェット、パルスジェットまたはロケットで燃焼させるものも含まれる。この方式は、構造が単純でトルクの反作用が生じないという特長を有するが、これまでに製造された試作機においては、一般のヘリコプターと同等の効率を得ることができなかった。また、ホットサイクル式を除けば、騒音が非常に大きく、これがこの方式がこれまで広く用いられてこなかった唯一かつ最大の理由であった。しかしながら、騒音を抑制するための研究が進行中であり、その成果次第では、今後、この方式が実用化する可能性も残っている。 
チップ・ジェット式を採用した回転翼機には、いくつかの機種がある。パーシヴァルP.74は、出力不足のため、飛行不能であった。ヒラーYH-32ホーネットは、揚力は充分であったが、他の性能が不充分であった。この2機種以外の機体は、前進飛行用に外部の推力を用いるものであり、ローターが回転を始めたならば、チップ・ジェットを停止させるようになっている。フェアリー ジェット・ジャイロダイン実験機、48人乗りのフェアリー ロートダイン旅客試作機およびマクダネルXV-1コンパウンド・ジャイロプレーンは、この方式を採用していた。この種の航空機でおそらく最も奇抜だったのは、もともとはロケット・チップ・ローターを用いて離陸することを予定していたロータリー・ロケット ロトンATVであろう。また、ローターの駆動に燃焼させない圧力空気を用いることによって、騒音を低減させたフランスのシュド・ウエスト ジンは、量産に成功した唯一のチップ・ジェット式ヘリコプターである。なお、世界最大のローターを装備したヘリコプターであるヒューズXH-17も、チップ・ジェット式ローターを装備していた。

### ツイン・ローター
ツイン・ローターとは、反トルク・テール・ローターを用いることなく、2つ以上の大型の水平ローターを反対方向に回すことで、機体に加わるトルク効果を打ち消すものである。テール・ローターの駆動に必要な出力をメイン・ローターに使用することができるため、吊り上げ性能が向上する。この方式には、主に次の3つの方式がある。「タンデム・ローター式」は、2つのローターを前後に配置するものである。「同軸反転ローター式」は、同じ軸の上に2つのローターを上下に配置するものである。「交差双ローター式」は、2つのローターを機体の上方でローターが交差するように傾けて、お互いを接近させて配置するものである。さらに、2つのローターを翼状の構造物またはアウトリガー（張り出し）に配置するサイド・バイ・サイド・ローター式と呼ばれる方式もある。この方式は、ティルトローターや初期のヘリコプターで用いられている。 

#### タンデム・ローター式

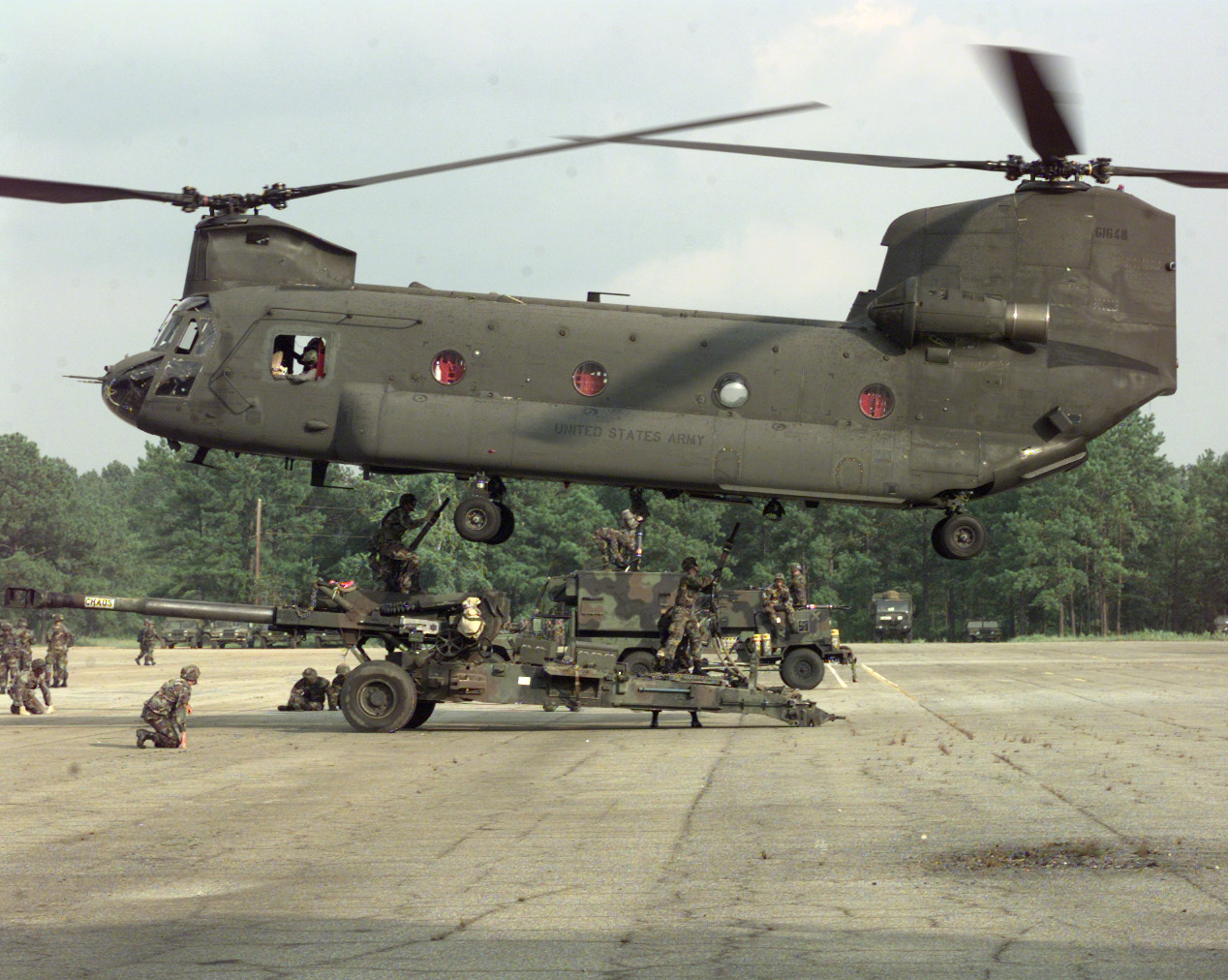
ボーイングCH-47チヌーク

タンデム・ローター式は、2つの水平に回転するメイン・ローターを前後に配置するものである。ヘリコプターを加速や減速させるために必要な機体姿勢の変化は、サイクリック・ピッチを調整することによって得られる。前進速度を増加する場合には、両方のローターの後側の迎え角を増加させ、前側の迎え角を減少させて、前方に傾ける。これにより、両方のローターのトルクを同一に維持することが可能となる。横進する場合には、両方のローターの一方の側の迎え角を増加させ、反対側の迎え角を減少させて、同じ方向に傾ける。ヨー軸の制御は、それぞれのローターのサイクリック・ピッチを反対方向に調整することにより行う。右に回転するためには、前方ローターを右に傾け、後方ローターを左に傾ける。左に回転するためには、前方ローターを左に傾け、後方ローターを右に傾ける。タンデム・ローター式は、すべてのローター出力を推力に用いることができるとともに、前後方向の重心の変化に対応しやすいという特長を有する。しかしながら、2つの大きなローター装備するため、大きなメイン・ローターを1つと小型のテール・ローターを1つ装備する一般的な機体よりも、維持費がかさむという欠点がある。最も広く使われているタンデム・ローター式ヘリコプターは、ボーイングCH-47チヌークである。 

#### 同軸反転ローター式

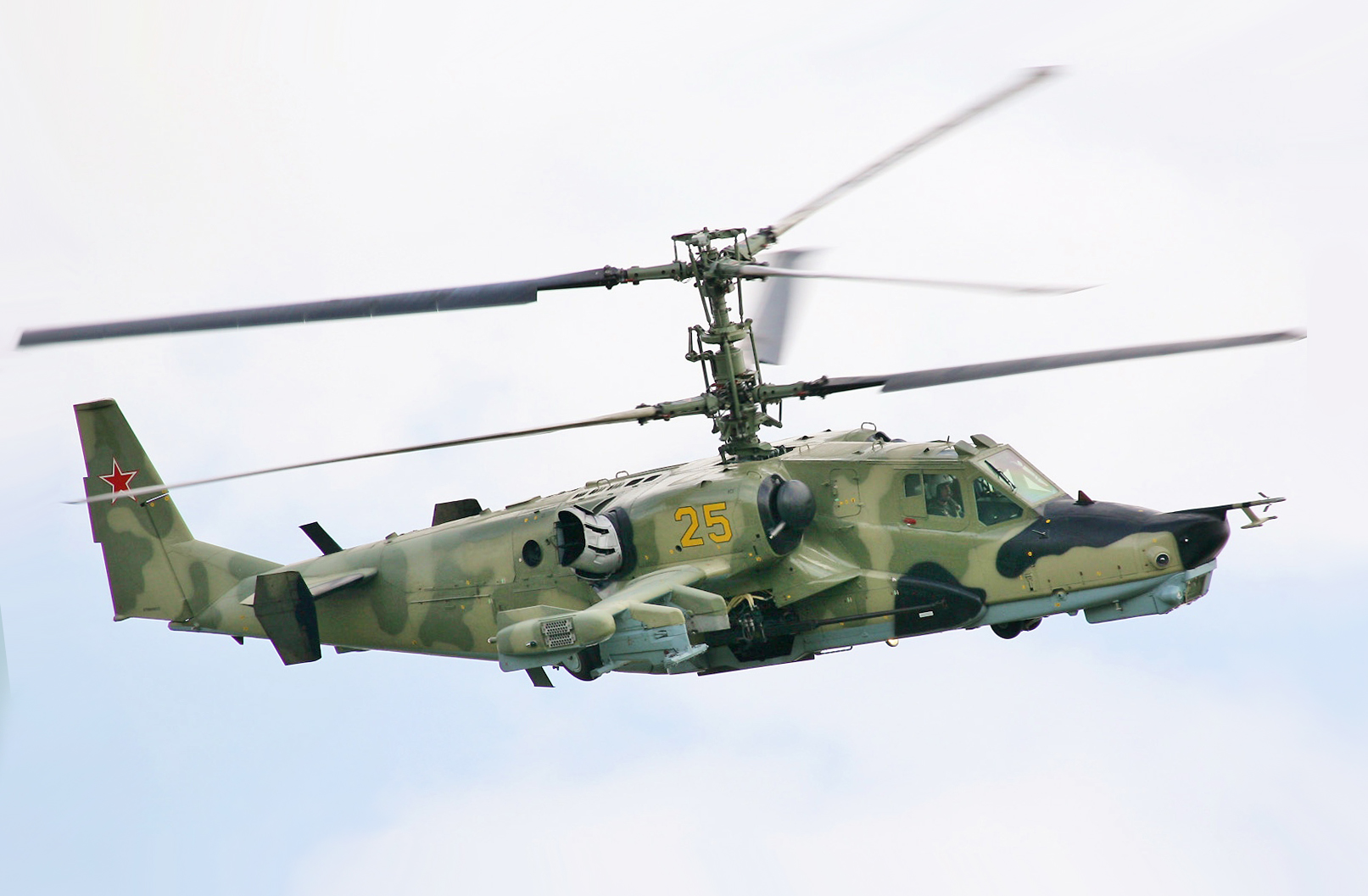
同軸反転ローター式のローターを装備した、ロシア空軍のカモフ Ka-50

同軸反転ローター式は、2つのローターを同軸上に上下に重ねて取り付け、反対方向に回転させるものである。この形式には、それぞれのローターの前進側が発生する推力が他方のローターの後退側の推力を補うことにより、前進飛行時の揚力不均衡による後退翼の失速がもたらす影響を小さくできるという利点がある。しかしながら、問題点も存在する。2つのローター系統に必要なスワッシュ・プレートとリンケージを装備しなければならないため、ローター系統が複雑になる。また、ローター・マストを反対方向に回転させるため、上部ローター系統の迎え角を調節するためのコントロール・リンケージは、下部ローター系統の中を通さなければならず、マストの構造も複雑になる。 

#### 交差双ローター式

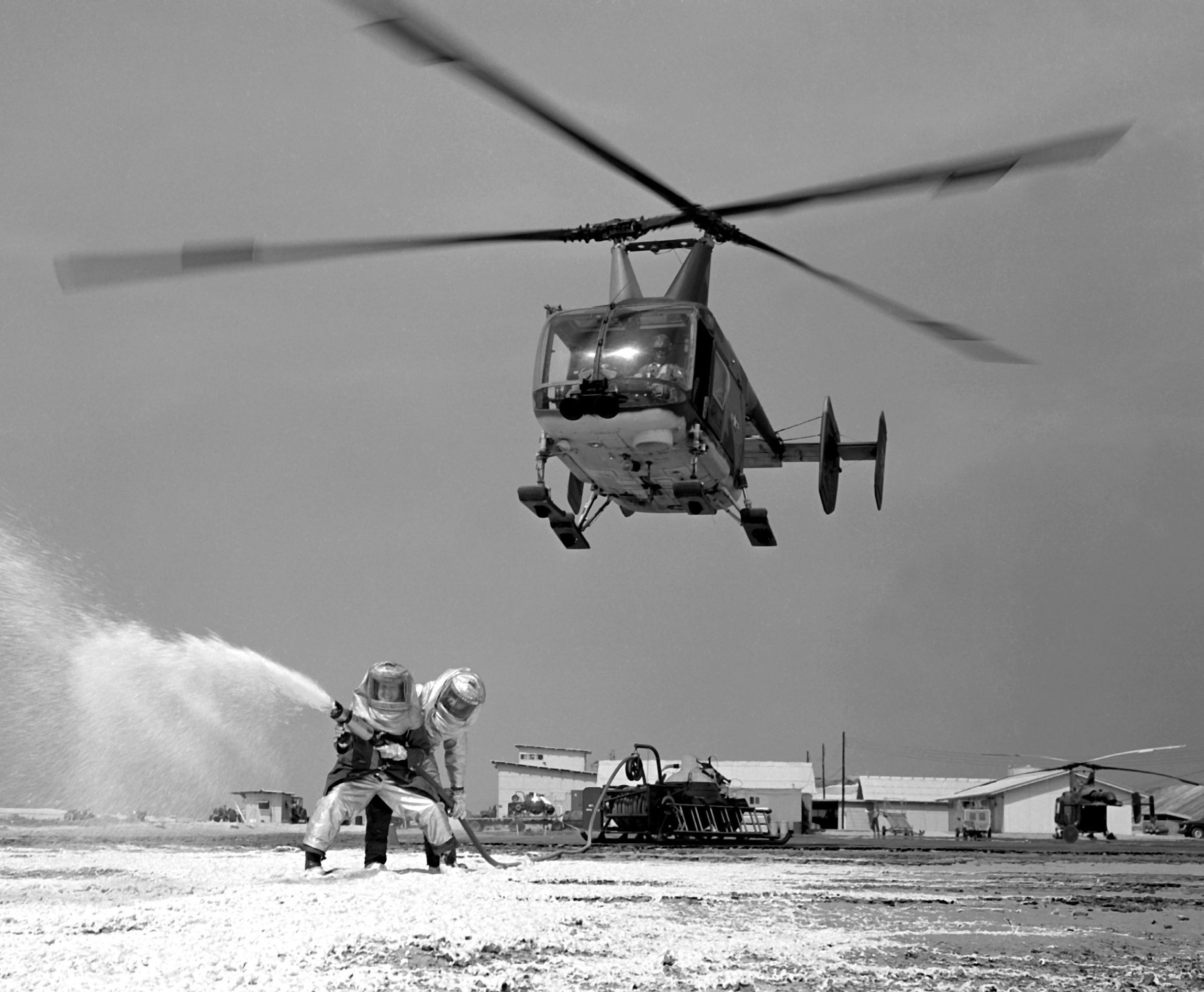
HH-43ハスキー

交差双ローター式は、反対方向に回転する2つのローターを組み合わせて用いるものであり、それぞれのローター・マストは、僅かな角度をつけて機体に取付られ、お互いのブレードが衝突しないように、かみ合うように回転する。この方式は、交差反転式とも呼ばれる。交差双ローター式は、安定性に優れ、強力な引き上げ能力を発揮できる。この方式を初めて採用したのは、1939年にナチス・ドイツのアントン・フレットナーにより設計されたフレットナー FL265であった。その後、フレットナーFl 282コリブリにも用いられ、軽対潜実験ヘリコプターとして少数（24機）が生産された。冷戦中には、カマン・エアクラフト社というアメリカの会社が、アメリカ空軍用の空中消火および救難任務機であるHH-43ハスキーを生産した。なお、カマン社の最新機種であるカマンK-MAXは、スカイ・クレーン専用機として設計されたものである。 

#### サイド・バイ・サイド・ローター式

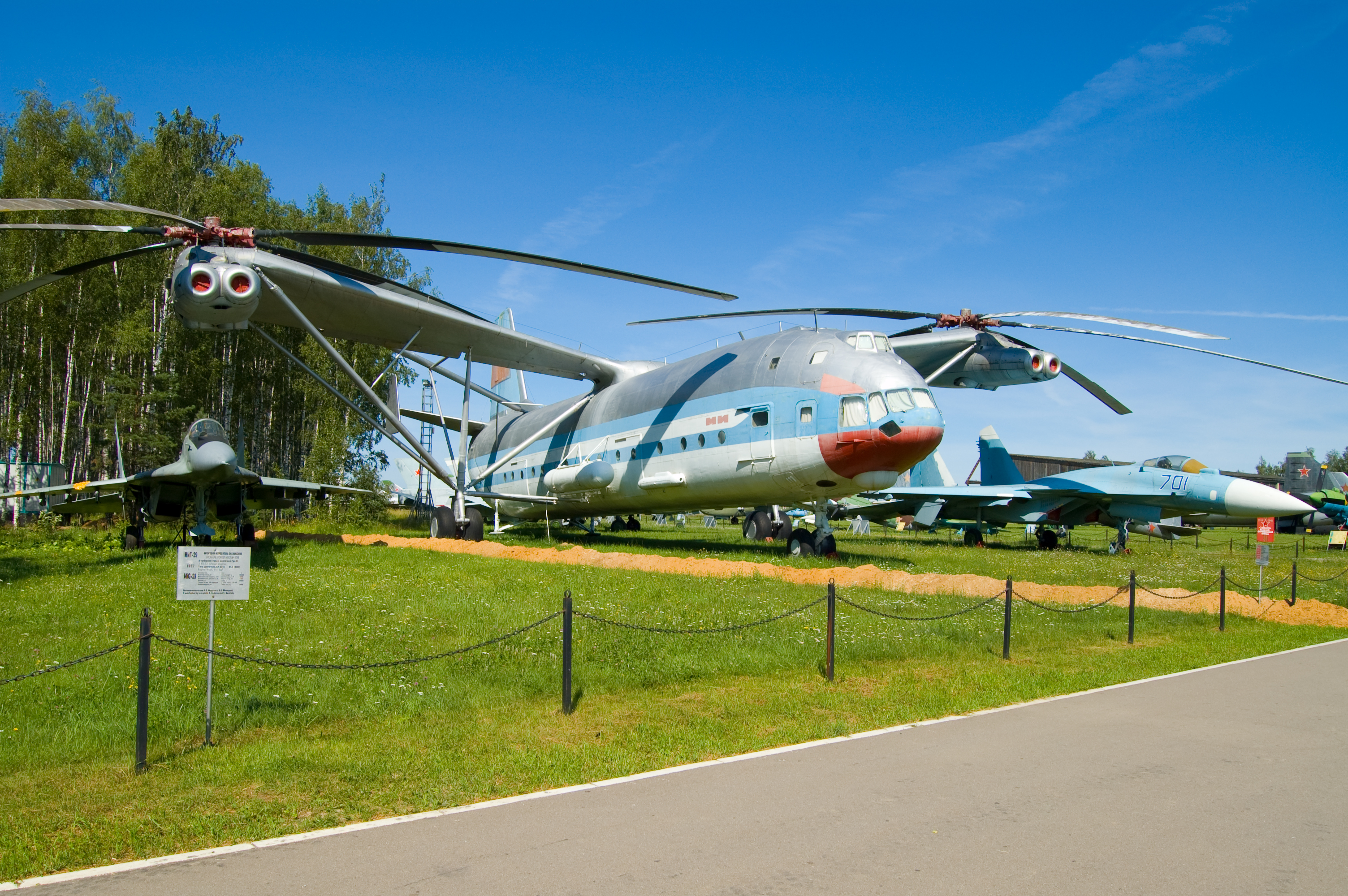
Mi-12

サイド・バイ・サイド・ローター式は、機体から直角に伸びた翼またはアウトリガー（張り出し）の先端にローターを取り付けたものである。この方式においては、コレクティブ・ピッチの差動が機体のロール姿勢の変更に用いられる（交差双ローター式も同じ）。初期の実用ヘリコプターのうちの2機種（フォッケウルフFW61およびフォッケ・アハゲリスFa223）に採用され、これまで製造された世界最大のヘリコプターであるミルMi-12にも使われていた。また、ベル・ボーイングV-22オスプレイおよびアグスタウエストランドAW609などのティルトローター機も、この方式を用いている。 

### マルチローター式

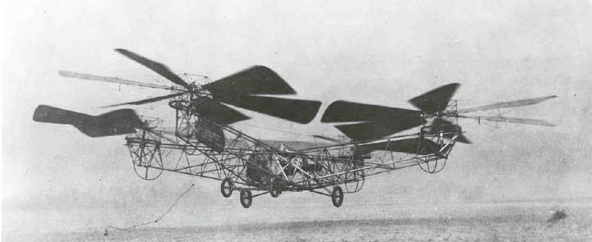
ド＝ボテザットのヘリコプター（1923年撮影）

マルチローター式は、4つのローターを左前方、右前方、左後方および右後方にX字型に配置したものである。つまり左右のローターはサイド・バイ・サイド式、前後のローターはタンデム・ローター式に配置されている。 
マルチローター式の最大の特長は、電気モーターと固定ピッチ・ローターを用いることにより、4つの可動部品だけで構成される単純な機体構造にできることである。ピッチ、ヨーおよびバンクは、全体の揚力を変えないようにしながら、それぞれのローターの相対的揚力を調整することにより行われる。但し大型機になると電源が電池で済まなくなり、スロットル反応の遅いガスタービン発電機などとなり、加えてローターの慣性モーメントが増え、制御が間に合わなくなるので採用例は殆ど無い。

## ブレードのデザイン
ヘリコプターのブレードには、ウイングチップ・ボルテックス（翼端渦）による抗力を小さくするため、細長い、高アスペクト・レシオの翼が用いられている（グライダーの翼を参照）。一般的には、若干のねじり下げを付けることにより、空気流との相対速度が高く、ウイングチップ・ボルテックス（翼端渦）が生じやすい翼端の揚力を減少させている。その材料には、アルミニウム、複合材料、鉄またはチタンなどのさまざまな材料が用いられ、リーディング・エッジ（前縁）にはアブレーション・シールドが貼り付けられている。 
回転翼機のブレードは、可動部分がないものが多いが、中にはそれがあるブレードも存在する。カマンK-MAXは、トレーリング・エッジ（後端）にブレードのピッチ角を制御するためのフラップを装備していた。また、ヒラーYH-32ホーネットのように、ブレードの先端にラムジェットを装備したものもあった。2010年現在、トレーリング・エッジ・フラップを用いたアクティブ・ブレード・コントロールの研究が進められている。タービュランス（乱気流）や騒音を軽減し、飛行効率を向上させるため、特別に設計された翼端を持ったヘリコプター・ブレードもある。そのような特別な翼端を持つブレードのひとつに、イギリス実験的ローター・プログラムにより開発されたBERP（British Experimental Rotor Program）ローターのブレードがある。 
ブレードの翼型は、2つに分類される。 
- 対称翼
- 非対称翼

対称翼のブレードは、安定性が高く、ブレードにねじれを生じさせることにより、操舵力を小さくすることが可能である。
このブレードの安定性が高いのは、迎え角の変化に応ずる圧力中心の変化が小さいためである。圧力中心とは、スパン・ライン上に伸びる、全ての空気力学的上の合力が集中する想像上の点である。今日では、複合材料を用いることによって、より薄い翼型であっても、充分な剛性が得られるようになってきている。
一方、上面と下面でキャンバーが異なる非対称の翼型が用いられる場合もある。この翼型は、比較的安定性に欠けるが、トレーリング・エッジ（後縁）をそらせることにより対称翼と同じような特性を持たせることも可能である。この種のブレードは、「リフレックシング」と呼ばれ、より高速での運用が可能となっている。
非対称翼が比較的不安定である原因の1つは、迎え角の変化に応じて圧力中心が移動するためである。揚力を生じる圧力中心がローター・ブレードの軸心点よりも後方にある場合、ローター・ディスクが後方に傾いてしまう傾向にある。迎え角が増加すると、圧力中心は前方に移動する。圧力中心が軸心点よりも前方に位置すると、ローター・ディスクは前方に傾く。ローター・ブレードの迎え角は、各回転サイクルの間、常に変化し続けため、ブレードのフラッピング、フェザリングおよびドラッギングはさらに大きくなる。

## 制限および危険性
2枚ブレードのシーソー・ローターを装備するベル社、ロビンソン社などのヘリコプターは、ローター系統が胴体の姿勢を制御できないため、低G飛行状態を回避しなければならない。この種の方式においては、胴体の姿勢が制御されていないため、メイン・ローターの先端がテール・ブームに衝突したり、ブレードの根元がメイン・ローター・ドライブ・シャフトに接触して、ブレードがハブから破断（マスト・バンピング）する可能性がある。

### 砂漠環境下での侵食

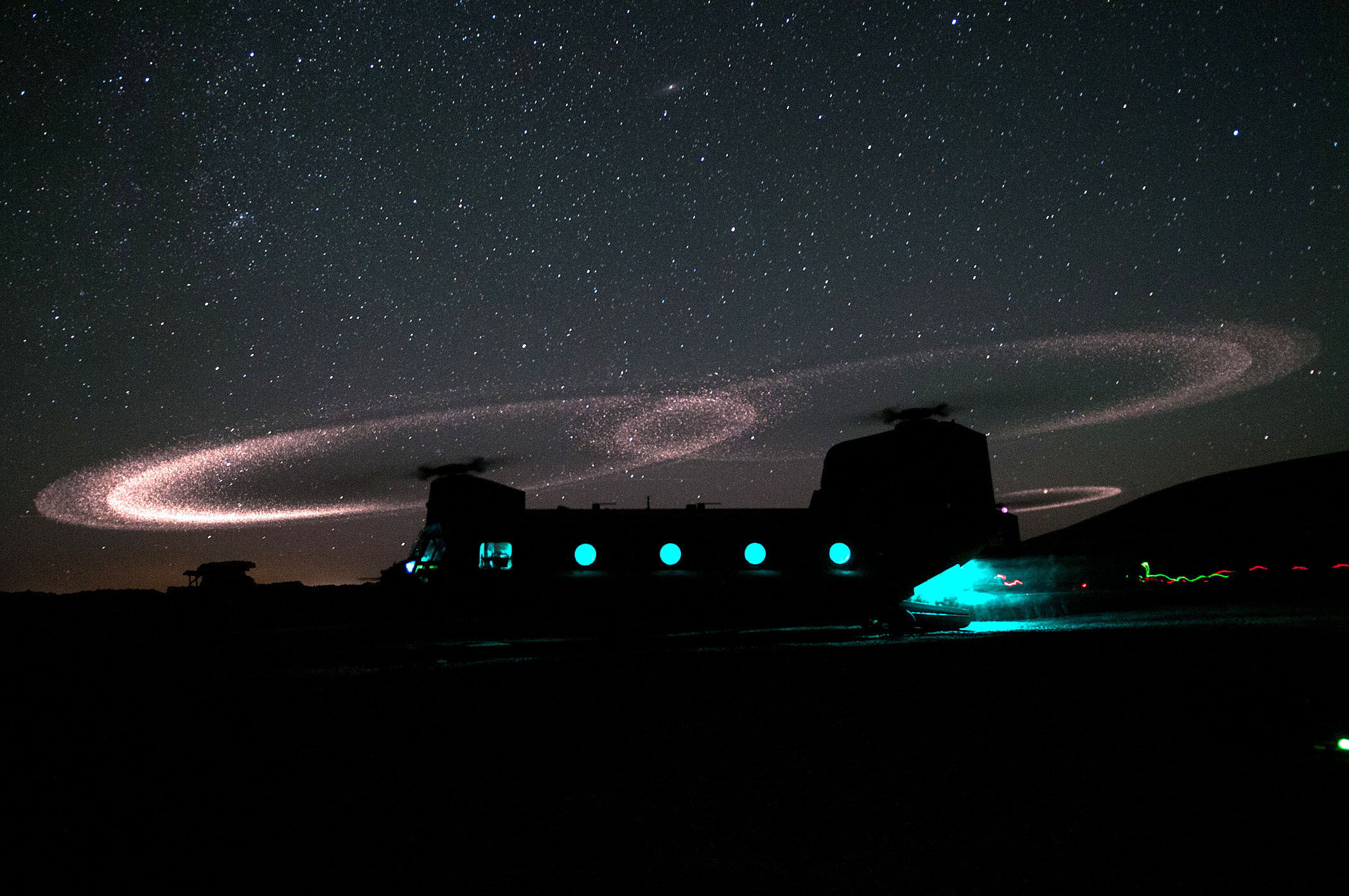
コップ・エッケルス現象

砂塵環境下での運用においては、回転するローター・ブレードに砂が衝突し、その表面を侵食して損傷させ、整備所要と維持費の増加をもたらす。
ヘリコプターのローター・ブレードに取り付けられるアブレーション・ストリップは、砂ほどではないものの、非常に硬い金属（チタンまたはニッケルであることが多い）で作られている。砂漠環境下でヘリコプターが低空を飛行すると、ローター・ブレードに砂が衝突し、アブレーション・ストリップが侵食される。夜間には、金属製のアブレーション・ストリップに衝突する砂により、ローター・ブレードの周辺にコロナやハローと呼ばれる光環が発生する。この現象は、侵食された粒子の自然発火性の酸化および摩擦発光により、砂の粒子と衝突する部分に光ルミネセンスが生じたものである。
戦場カメラマンでありジャーナリストであるマイケル・ヨンは、アフガニスタンでアメリカ軍兵士と行動を共にした際に、この現象に遭遇した。その現象がまだ名付けられていないことを知ったヨンは、アフガニスタンで戦死した2名の兵士（1名はアメリカ人、1名はイギリス人）の名前にちなみ「コップ・エッケルス現象」と呼ぶことにした。